# Volkskünstler der Ukraine

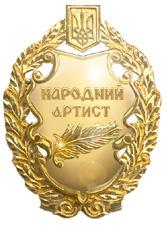
Brustabzeichen des Volkskünstlers der Ukraine

Volkskünstler der Ukraine (ukrainisch Народний артист України) ist ein seit 1922 vergebener Ehrentitel für die Auszeichnung hervorragender Künstler der Ukraine. Er wird Künstlern verliehen, die sich im Bereich der darstellenden Kunst (Theater, Musik und Kino) außergewöhnlich verdient gemacht hatten.
Ursprünglich hieß er “Volkskünstler der UkrSSR”. Nach dem Gesetz über die staatlichen Preise der Ukraine kann der Ehrentitel Volkskünstler der Ukraine in der Regel frühestens zehn Jahre nach der Verleihung des Ehrentitels Verdienter Künstler der Ukraine verliehen werden.
Zu seinen Empfängern zählen viele der populärsten Komponisten, Tänzer, Sänger, Film- und Theaterdirektoren und Schauspieler, wie etwa Marija Prymatschenko.